# Helan Shan

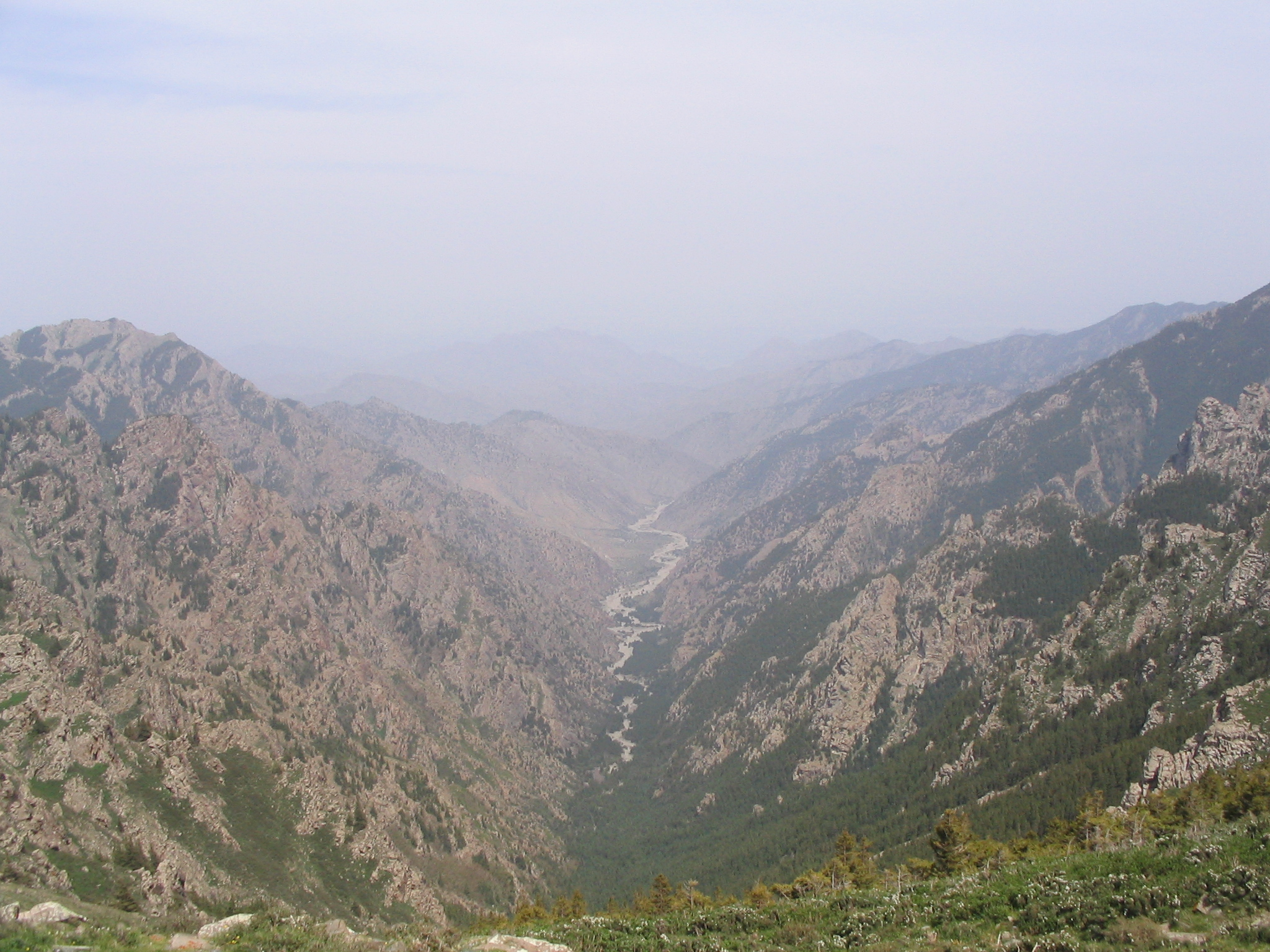
Helan Shan

Helan Shan (chiń. upr. 贺兰山; chiń. trad. 賀蘭山; pinyin Hèlán Shān) – pasmo górskie w północnych Chinach, na północny zachód od miasta Yinchuan, na granicy regionów Mongolia Wewnętrzna i Ningxia. Rozciąga się na długości ponad 250 km i oddziela zachodnią część zakola Huang He od pustyni Ałaszan. Najwyższy szczyt wznosi się na wysokość 3556 m n.p.m. Pasmo zbudowane jest z prekambryjskich gnejsów oraz paleozoicznych wapieni i łupków. Zbocza pasma są strome i silnie rozczłonkowane. U podnóży dominuje krajobraz pustynny, zaś w wyższych partiach – stepowy. Na stokach północnych i północno-zachodnich występują lasy iglaste.